# لوتار د مزیر
لوتار د مزیر (آلمانی: Lothar de Maizière؛ زادهٔ ۲ مارس ۱۹۴۰) یک سیاست‌مدار و وکیل اهل جمهوری دمکراتیک آلمان است.